# Margaret Rhea Seddon
Margaret Rhea Seddon dr. (Murfreesboro, Tennessee, 1947. november 8. –) amerikai sebészorvos, űrhajósnő. Robert Lee Gibson űrhajós felesége.

## Életpálya
1970-ben az University of California Berkeley keretében orvosi diplomát szerzett.
1978. január 16-tól a Lyndon B. Johnson Űrközpontban részesült űrhajóskiképzésben. Kiképzett űrhajósként tagja volt az STS–6 támogató (tanácsadó, problémamegoldó) csapatának. Három űrszolgálata alatt összesen 30 napot, 2 órát és 21 percet (722 óra) töltött a világűrben. Űrhajós pályafutását 1998. február 23-án fejezte be. Tisztiorvosként szolgált nashville-i Vanderbilt Medical Group-ban.

## Űrrepülések
- STS–51–D, 1985. április 12–19., a Discovery űrrepülőgép 2. repülésének küldetésspecialistája. Kettő műholdat állítottak pályairányba. Összesen 6 napot, 23 órát, 55 percet és 23 másodpercet (168 óra) töltött a világűrben. 4 650 658 kilométert (2 889 785 mérföldet) repült, 110 alkalommal kerülte meg a Földet.
- STS–40, 1991. június 5–14., a Columbia űrrepülőgép 11. repülésének küldetésspecialistája. A mikrogravitációs laboratórium segítségével a legénység biológiai és orvosi kísérleteket hajtott végre többek között 30 rágcsálón és több ezer kis medúzán. Egy űrszolgálata alatt összesen 9 napot, 2 órát és 14 percet (218 óra) töltött a világűrben. 6 083 223 kilométert (3 779 940 mérföldet) repült, 146 kerülte meg a Földet.
- STS–58, 1993. október 18. – november 1., a Columbia űrrepülőgép 15. repülésének küldetésspecialistája. A mikrogravitációs laboratórium segítségével a legénység biológiai és orvosi kísérleteket hajtott végre. Több technikai és egyéb, meghatározott kutatási, kísérleti programot végeztek. Szolgálatukkal az egyik legsikeresebb missziót hajtották végre. Egy űrszolgálata alatt összesen 14 napot, 00 órát és 12 percet (336 óra) töltött a világűrben. 9 400 000 kilométert (5 800 000 mérföldet) repült, 225 kerülte meg a Földet.